# Romuald Kwiatkowski
Romuald Kwiatkowski (ur. 5 lutego 1876, zm. ?) – pułkownik piechoty Wojska Polskiego.

## Życiorys
Urodził się 5 lutego 1876 roku. Na stopień kadeta–zastępcy oficera został mianowany ze starszeństwem z 1 stycznia 1899 roku w korpusie oficerów rezerwy piechoty. Posiadał przydział w rezerwie do Galicyjskim Pułku Piechoty Nr 55 w Tarnopolu. W latach 1901–1911 pełnił zawodową służbę wojskową w tym samym galicyjskim pułku. Awansował na kolejne stopnie w korpusie oficerów piechoty: podporucznika ze starszeństwem z 1 listopada 1901 roku i porucznika ze starszeństwem z 1 listopada 1908 roku. W latach 1911–1918 pełnił służbę w Komendzie Placu Przemyśl. W latach 1912–1913 wziął udział w mobilizacji sił zbrojnych Monarchii Austro-Węgierskiej, wprowadzonej w związku z wojną na Bałkanach. Na stopień kapitana został mianowany ze starszeństwem z 1 listopada 1914 roku.
Po odzyskaniu przez Polskę niepodległości w listopadzie 1918 wstąpił do Wojska Polskiego. 11 lutego 1919 roku brygadier Henryk Minkiewicz mianował go dowódcą batalionu garnizonowego przy Dowództwie Powiatu Przemyśl, który miał być przez niego zorganizowany. 30 września 1920 roku został zatwierdzony z dniem 1 kwietnia 1920 roku w stopniu majora, w piechocie, w grupie oficerów byłej armii austriacko-węgierskiej. Pełnił wówczas służbę w Kwatermistrzostwie Frontu Litewsko-Białoruskiego.
W latach 1921–1922 pełnił służbę w 47 Pułku Piechoty, przemianowanym na 6 Pułk Strzelców Podhalańskich. 3 maja 1922 roku został zweryfikowany w stopniu podpułkownika ze starszeństwem z 1 czerwca 1919 roku i 71. lokatą w korpusie oficerów piechoty. 10 lipca 1922 został zatwierdzony na stanowisku zastępcy dowódcy 50 Pułku Piechoty w Kowlu z równoczesnym przeniesieniem do tego pułku. Od 15 października 1923 do 1 marca 1924 był pełniącym obowiązki dowódcy 54 Pułku Piechoty Strzelców Kresowych w Tarnopolu.
20 marca 1924 Minister Spraw Wojskowych przeniósł na stanowisko dowódcy 38 Pułk Piechoty Strzelców Lwowskich w Przemyślu. 3 maja 1926 został mianowany pułkownikiem ze starszeństwem z 1 lipca 1925 i 3. lokatą w korpusie oficerów piechoty. Stanowisko dowódcy 38 pp pełnił do 21 sierpnia 1926, gdy Minister Spraw Wojskowych przeniósł go do Dowództwa 20 Dywizji Piechoty w Słonimiu na stanowisko oficera sztabowego Przysposobienia Wojskowego. Z dniem 1 marca 1927 roku został mu udzielony dwumiesięczny urlop z zachowaniem uposażenia, a z dniem 30 kwietnia 1927 roku został przeniesiony w stan spoczynku. Na emeryturze mieszkał w Przemyślu. W 1934 roku pozostawał w ewidencji Powiatowej Komendy Uzupełnień Przemyśl. Posiadał przydział do Oficerskiej Kadry Okręgowej Nr X. Był wówczas „przewidziany do użycia w czasie wojny”.

## Ordery i odznaczenia
- Krzyż Oficerski Orderu Odrodzenia Polski (2 maja 1923)[25][26][27]
- Krzyż Walecznych (trzykrotnie)[24]
- Brązowy Medal Jubileuszowy Pamiątkowy dla Sił Zbrojnych i Żandarmerii (Austro-Węgry, 1911)[8]
- Krzyż Jubileuszowy Wojskowy (Austro-Węgry)[6]
- Krzyż Pamiątkowy Mobilizacji 1912–1913 (Austro-Węgry, 1914)[10]